# Princess Lover!
Princess Lover! (プリンセスラバー!) là tựa visual novel đầu tiên do hãng Ricotta phát triển. Tác phẩm được phát hành lần đầu tiên dưới dạng trò chơi dành cho người trưởng thành cho hệ PC ngày 27 tháng 6 năn 2008 với hai phiên bản giới hạn và bình thường, sau đó phiên bản dành cho mọi lứa tuổi đã phát hành trên hệ PlayStation 2 vào ngày 28 tháng 1 năm 2010. Princess Lover! là một trò chơi có cốt truyện tuyến tính nhưng có thể tương tác để đi đến các kết thúc khác nhau, cốt truyện tập trung vào 4 nhân vật nữ chính.
Princess Lover! cũng đã được chuyển thể thành các loại hình truyền thông khác nhau như light novel, manga, anime... Với light novel thì tác phẩm có 4 bộ chuyển thể còn manga thì là 3. Chuyển thể anime được thực hiện bởi GoHands và phát sóng tại Nhật Bản từ ngày 05 tháng 7 đến ngày 20 tháng 9 năm 2009. Một chương trình radio trên Internet cũng được thực hiện để giới thiệu cho bộ anime bắt đầu phát sóng từ ngày 03 tháng 7 năm 2009.

## Tổng quan

### Nhân vật

#### Chính
Arima Teppei (有馬 哲平, ありま てっぺい)
Lồng tiếng bởi: Terashima Takuma (tiếng Nhật), Hoàng tử trưởng thành (tiếng Việt)

#### Nhân vật nữ chính
Charlotte Hazelrink (シャルロット＝ヘイゼルリンク)
Lồng tiếng bởi: Kazene (PC) / Yuzuki Ryōka (Anime) / Endō Aya (PS2) (tiếng Nhật), Hoa Sin Bào (tiếng Việt)
Sylvia van Hossen (シルヴィア＝ファン・ホッセン)
Lồng tiếng bởi: Kusunoki Suzune (PC) / Toyoguchi Megumi (Anime) / Narumi Erika (PS2)
Hōjōin Seika (鳳条院 聖華, ほうじょういん せいか)
Lồng tiếng bởi: Samoto Fūri (PC) / Katō Emiri (Anime) / Kitamura Eri (PS2)
Fujikura Yū (藤倉 優, ふじくら ゆう)
Lồng tiếng bởi: Kimura Ayaka (PC) / Matsuoka Yuki (Anime) / Inokuchi Yuka (PS2)
Kaneko Ayano (金子 綾乃, かねこ あやの)
Lồng tiếng bởi: Tōno Soyogi (PC) / Sasaki Nozomi (Anime) / Okajima Tae (PS2)

#### Phụ
Arima Isshin (有馬 一心, ありま いっしん)
Lồng tiếng bởi: Hiruma Kyōnosuke (PC) / Wakamoto Norio (Anime)
Phillip Hazelrink (フィリップ＝ヘイゼルリンク)
Lồng tiếng bởi: Takizawa Atsuya (PC) / Ozaki Jun (PS2)
Alfred (アルフレッド)
Lồng tiếng bởi: Akimoto Yōsuke
Maria van Hossen (マリア＝ファン・ホッセン)
Lồng tiếng bởi: Ōkawa Mio (PC) / Miyake Kaya (Anime) / Kobayashi Maki (PS2)
Vincent van Hossen (ヴィンセント＝ファン・ホッセン)
Lồng tiếng bởi: Juunanajou Yoshifusa (PC) / Koyasu Takehito (Anime, PS2)
Nezu Haruhiko (根津 晴彦, ねづ はるひこ)
Lồng tiếng bởi: Ichigo Miruku (PC) / Shiraishi Minoru (Anime, PS2)
Takezono Erika (竹園 エリカ, たけぞの エリカ)
Lồng tiếng bởi: Gogyō Nazuna (PC) / Mizuhara Kaoru (Anime) / Ono Ryōko (PS2) (tiếng Nhật), búp bê sáp ruy băng (tiếng Việt)
Teppei no chichi (哲平の父)
Lồng tiếng bởi: Kanemitsu Nobuaki
Teppei no haha (哲平の母)
Lồng tiếng bởi: Dodo Asako

#### Anime
Hartmann Bezelheim (ハルトマン＝ベーゼルハイム)
Lồng tiếng bởi: Kosugi Jūrōta
Josephine Joester (ジョセフィン＝ジョースター)
Lồng tiếng bởi: Tanaka Atsuko

## Phát triển
Princess Lover! là tựa visual novel do hãng Ricotta phát triển đầu tiên. Dự án này có khá ít thành viên tham gia. Cốt truyện được cung cấp bởi Onoue Shōta người từng tham gia vào các dự án khác như Tenshi no Himegodo của Tactic. Đạo diễn nghệ thuật được đảm nhiệm bởi Komori Kei người từng tham dự rất nhiều dự án dōjin. Komori sau đó cũng tham gia dự án thứ hai của Ricotta có tên Romanze: Shōjo Kishi Monogatari.
Princess Lover! ban đầu chỉ dược phát hành dưới dạng phiên bản giới hạn và chỉ sử dụng được trên hệ điều hành Windows của PC. Phiên bản giới hạn có đính kèm một đĩa đơn maxi có tựa Songs From Princess Lover!. Sau đó trò chơi đã dược phát hành trên hệ PlayStation 2 với phiên bản cho mọi lứa tuổi vào ngày 28 tháng 1 năm 2010. Phiên bản trên hệ PlayStation 2 có tên Princess Lover! Eternal Love For My Lady có hình ảnh được điều chỉnh lại cùng một kịch bản mới để thêm vào cho nhân vật Kaneko Ayano một nhân vật nữ phụ trong phiên bản đầu.

## Truyền thông

### Light novel
Princess Lover! đã chuyển thể thành loạt light novel gồm 5 tập phát hành trực tiếp thành bunkobon viết bởi Utsusemi và minh họa bởi Kitsuhi Hyūma. Tất cả các tiểu thuyết trên đều được xuất bản bởi Kill Time Communication với hai phiên bản bình thường và giới hạn. Phiên bản giới hạn có đính kèm thêm một thẻ điện thoại hoặc poster.
Bộ thứ nhất có tựa Princess Lover! Sylvia＝van Hossen no Koiji (プリンセスラバー! シルヴィア＝ファン・ホッセンの恋路) được viết thành hai tập và phát hành vào ngày 29 tháng 11 năm 2008 và ngày 28 tháng 6 năm 2010. Bộ thứ hai có tựa Princess Lover! Charlotte Hazelrink no Koiji (プリンセスラバー! シャルロット＝ヘイゼルリンクの恋路) phát hành một tập vào ngày 30 tháng 5 năm 2009. Bộ thứ ba có tựa Princess Lover! Houjouin Seika no Koiji (プリンセスラバー! 鳳条院聖華の恋路) phát hành một tập vào ngày 25 tháng 12 năm 2009 và bộ thứ tư có tựa Princess Lover! Fujikura Yuu no Koiji (プリンセスラバー! 藤倉優の恋路) phát hành một tập vào ngày 03 tháng 12 năm 2010. Giống như tên của mình mỗi bộ tiểu thuyết xoay quanh một nhân vật nữ chính trong trò chơi.

### Sách
Một Fan book của Princess Lover! đã được Max phát hành vào ngày 02 tháng 12 năm 2008. Cuốn sách có các hình minh họa cũng như hình ảnh đã dùng trong phiên bản trên máy tính, các bản thiết kế và vẽ tay, giới thiệu và giải thích nội dung cốt truyện cũng như từng nhân vật, ghi lại buổi phỏng vấn nhóm phát triển, ngoài ra cuốn sách còn có một mẫu truyện ngắn tên Little Princess!.

### Manga
Bộ manga chuyển thể đầu tiên cùng tên với tác phẩm chính được thực hiện bởi Yuigi Naoha và đăng trên trang mạng Media Factory Mobile! (メディファク☆モバイル!) của Media Factory từ ngày 20 tháng 3 năm 2009. Sau đó truyện được phát hành thành 1 tankōbon.
Bộ thứ hai có tựa Princess Lover! Pure My Heart (プリンセスラバー！pure my heart) được thực hiện bởi Midorigi Mura với sự hỗ trợ của Ricotta cho phần cốt truyện và đăng trên tạp chí Comic Valkyrie của Kill Time Communication từ ngày 27 tháng 7 năm 2009 đến ngày 27 tháng 11 năm 2010. Các chương sau đó đã được tập hợp lại và phát hành thành 1 tankōbon.
Bộ thứ ba chuyển thể giới thiệu cho phiên bản PS2 của bộ anime có tựa Princess Lover! ~Eternal Love for My Lady~ (プリンセスラバー！ ~Eternal Love for My Lady~) do Shu thực hiện với cốt truyện được Ricotta cung cấp. Tác phẩm đã đăng trên tạp chí Dengeki Moeoh từ ngày 26 tháng 8 năm 2009 đến ngày 26 tháng 8 năm 2010. Các chương sau đó cũng đã được tập hợp lại và phát hành thành 1 tankōbon.

### Anime
Việc thực hiện chuyển thể anime của Princess Lover! được công bố lần đầu tiên vào tháng 3 năm 2009. GoHands đã tiến hành thực hiện bộ anime này với sự đạo diễn của Kanazawa Hiromitsu và kịch bản của Nakamura Makoto. Nó được giới thiệu lần đầu tiên trên màn hình công cộng tại Akihabara trong một buổi triển lãm vào ngày 21 tháng 6 năm 2009 và giới thiệu lần nữa trong buổi triển lãm của Television Kanagawa tại Shinjuku vào ngày 27 tháng 6 năm 2009 cùng với nhiều tựa anime khác. Bộ anime được phát sóng tại Nhật Bản từ ngày 05 tháng 7 đến ngày 20 tháng 9 năm 2009.

### Internet radio
Lantis web radio đã thực hiện một loạt chương trình phát thanh trên mạng có tựa Priradi! (プリラジ!) và phát trên trang animate.tv từ ngày 03 tháng 7 đến ngày 02 tháng 10 năm 2009 với 14 chương trình. Người dẫn chương trình chính là hai ca sĩ trình bày các bài hát chủ đề cho trò chơi và phiên bản anime, Hashimoto Miyuki và yozuca*.

### OVA
Hai tập OVA đã được thực hiện bởi Hoods Entertainment. Nhưng nó không sử dụng cốt truyện của bộ anime mà sử dụng cốt truyện của phiên bản visual novel gốc dành cho người trưởng thành. Với cốt truyện tập trung vào nhân vật nữ Sylvia.

### Drama CD
Ricotta đã thực hiện hai đĩa drama CD để đính kèm với phiên bản giới hạn của trò chơi.
Media Factory cũng thực hiện một đĩa drama CD để đính kèm với phiên bản giới hạn trên hệ PlayStation 2 của trò chơi. Ngoài ra hãng cũng thực hiện thêm 6 đĩa drama CD để đính kèm với các hộp BD/DVD phiên bản giới hạn của bộ anime.

### Âm nhạc
Trò chơi có hai bài hát chủ đề, một mở đầu và một kết thúc. Bài hát mở đầu có tên Princess Lover! (プリンセスラバー！) và bài hát lết thúc có tên Todoke, Kono Omoi (届け、この想い) cả hai đều do Hashimoto Miyuki trình bày. Đĩa đơn chứa hai bài hát cùng một bài hát phụ đã phát hành dưới dạng đính kèm phiên bản giới hạn của trò chơi vào ngày 27 tháng 6 năm 2008.
| Princess Lover! Original Maxi Single "Songs From Princess Lover!" (プリンセスラバー! ORIGINAL MAXI SINGLE Songs From Princess Lover!) | Princess Lover! Original Maxi Single "Songs From Princess Lover!" (プリンセスラバー! ORIGINAL MAXI SINGLE Songs From Princess Lover!) | Princess Lover! Original Maxi Single "Songs From Princess Lover!" (プリンセスラバー! ORIGINAL MAXI SINGLE Songs From Princess Lover!) |
| STT | Nhan đề | Thời lượng |
| --- | --- | --- |
| 1. | "Princess Lover! (プリンセスラバー！)"                                                                                                | 3:47 |
| 2. | "Kokoro wa Itsumo Tonari ni Ite (心はいつもとなりにいて)"                                                                             | 4:25 |
| 3. | "Todoke, Kono Omoi (届け、この想い)"                                                                                                  | 3:32 |
| 4. | "Princess Lover! (Instrumental) (プリンセスラバー！(Instrumental))"                                                                   | 3:47 |
| 5. | "Kokoro wa Itsumo Tonari ni Ite (Instrumental) (心はいつもとなりにいて(Instrumental))"                                                | 4:25 |
| 6. | "Todoke, Kono Omoi (Instrumental) (届け、この想い(Instrumental))"                                                                     | 3:30 |
| Tổng thời lượng: | Tổng thời lượng: | 23:26 |

Phiên bản PS2 của trò chơi có bài hát mở đầu mới tên Waltz!Waltz!Waltz! cũng do Hashimoto Miyuki trình bày và đĩa đơn chứa bài hát này đã phát hành dưới dạng đính kèm phiên bản giới hạn của trò chơi vào ngày 28 tháng 1 năm 2010.
| Princess Lover! Eternal Love For My Lady OP Maxi Single (プリンセスラバー！ Eternal Love For My Lady マキシシングル) | Princess Lover! Eternal Love For My Lady OP Maxi Single (プリンセスラバー！ Eternal Love For My Lady マキシシングル) | Princess Lover! Eternal Love For My Lady OP Maxi Single (プリンセスラバー！ Eternal Love For My Lady マキシシングル) |
| STT | Nhan đề | Thời lượng |
| --- | --- | --- |
| 1. | "Waltz!Waltz!Waltz!"                                                                                                 | 4:18 |
| 2. | "Waltz!Waltz!Waltz!-arrange ver.-"                                                                                   | 5:11 |
| 3. | "Waltz!Waltz!Waltz! (Instrumental)"                                                                                  | 4:17 |
| 4. | "Waltz!Waltz!Waltz!-arrange ver.- (Instrumental)"                                                                    | 5:11 |
| Tổng thời lượng: | Tổng thời lượng: | 18:57 |

Bộ anime có hai bài hát chủ đề, một mở đầu và một kết thúc. Bài hát mở đầu có tên Princess Primp! do Hashimoto Miyuki trình bày, đĩa đơn chứa bài hát đã phát hành vào ngày 22 tháng 7 năm 2009. Bài hát kết thúc có tên S.S.D! do yozuca* trình bày, đĩa đơn chứa bài hát đã phát hành vào ngày 26 tháng 8 năm 2009. Album chứa các bản nhạc dùng trong bộ anime đã phát hành vào ngày 11 tháng 11 năm 2009.
Album chứa các bài hát do các nhân vật trình bày đã phát hành vào ngày 25 tháng 9 năm 2009.
| Princess Primp!  | Princess Primp!                                                               | Princess Primp! |
| STT              | Nhan đề                                                                       | Thời lượng      |
| ---------------- | ----------------------------------------------------------------------------- | --------------- |
| 1.               | "Princess Primp!"                                                             | 4:05            |
| 2.               | "Inochi Mijikashi, Koiseyo Hime! (命短し、恋せよ姫!)"                         | 3:46            |
| 3.               | "Princess Primp! (Off Vocal)"                                                 | 4:05            |
| 4.               | "Inochi Mijikashi, Koiseyo Hime! (Off Vocal) (命短し、恋せよ姫! (Off Vocal))" | 3:44            |
| Tổng thời lượng: | Tổng thời lượng:                                                              | 15:40           |

| S.S.D!           | S.S.D!                | S.S.D!     |
| STT              | Nhan đề               | Thời lượng |
| ---------------- | --------------------- | ---------- |
| 1.               | "S.S.D!"              | 3:57       |
| 2.               | "No ruLe"             | 3:57       |
| 3.               | "S.S.D! (Off Vocal)"  | 3:57       |
| 4.               | "No ruLe (Off Vocal)" | 3:53       |
| Tổng thời lượng: | Tổng thời lượng:      | 15:44      |

| Princess Lover! Original Sound Track (プリンセスラバー! オリジナルサウンドトラック) | Princess Lover! Original Sound Track (プリンセスラバー! オリジナルサウンドトラック) | Princess Lover! Original Sound Track (プリンセスラバー! オリジナルサウンドトラック) |
| STT                                                                                 | Nhan đề                                                                             | Thời lượng                                                                          |
| ----------------------------------------------------------------------------------- | ----------------------------------------------------------------------------------- | ----------------------------------------------------------------------------------- |
| 1.                                                                                  | "Princess Primp! (TV size)"                                                         | 1:34                                                                                |
| 2.                                                                                  | "Hajimari no Asa (始まりの朝)"                                                      | 2:58                                                                                |
| 3.                                                                                  | "Shikou~Chase (思考～チェイス)"                                                     | 4:16                                                                                |
| 4.                                                                                  | "Shikou Teishi~Imashime (思考停止～戒め)"                                           | 0:55                                                                                |
| 5.                                                                                  | "Guuzen no Deai (偶然の出会い)"                                                     | 1:15                                                                                |
| 6.                                                                                  | "Kako to no Kattou (過去との葛藤)"                                                  | 0:44                                                                                |
| 7.                                                                                  | "Yuuga (優雅)"                                                                      | 1:37                                                                                |
| 8.                                                                                  | "Douke no Uragawa (道化の裏側)"                                                     | 0:29                                                                                |
| 9.                                                                                  | "Iinazuke (許婚)"                                                                   | 1:27                                                                                |
| 10.                                                                                 | "Aratana Kazoku (新たな家族)"                                                       | 0:56                                                                                |
| 11.                                                                                 | "Kaisou (回想)"                                                                     | 1:38                                                                                |
| 12.                                                                                 | "Tsuugaku (通学)"                                                                   | 1:30                                                                                |
| 13.                                                                                 | "Narenai Asa (慣れない朝)"                                                          | 1:32                                                                                |
| 14.                                                                                 | "Sesshoku (接触)"                                                                   | 1:38                                                                                |
| 15.                                                                                 | "Omowanu Saikai (思わぬ再会)"                                                       | 1:32                                                                                |
| 16.                                                                                 | "Fair (フェア)"                                                                     | 1:37                                                                                |
| 17.                                                                                 | "Yoru no Katarai (夜の語らい)"                                                      | 1:44                                                                                |
| 18.                                                                                 | "Yuugasa to Kihin (優雅さと気品)"                                                   | 1:41                                                                                |
| 19.                                                                                 | "Hitomonchaku (一悶着)"                                                             | 1:18                                                                                |
| 20.                                                                                 | "Shinjitsu (真実)"                                                                  | 1:27                                                                                |
| 21.                                                                                 | "Seii (誠意)"                                                                       | 1:32                                                                                |
| 22.                                                                                 | "Shukujitsu no Yotei (祝日の予定)"                                                  | 1:41                                                                                |
| 23.                                                                                 | "Omoi (想い)"                                                                       | 1:37                                                                                |
| 24.                                                                                 | "Maria no Sentou? (マリアの戦闘?)"                                                  | 1:22                                                                                |
| 25.                                                                                 | "Lucky Lecher (ラッキースケベ)"                                                     | 1:03                                                                                |
| 26.                                                                                 | "Keno (嫌悪)"                                                                       | 1:45                                                                                |
| 27.                                                                                 | "Taisaku Shitsu (対策室)"                                                           | 1:31                                                                                |
| 28.                                                                                 | "Koudou Kaishi (行動開始)"                                                          | 1:46                                                                                |
| 29.                                                                                 | "Tsuiseki (追跡)"                                                                   | 1:24                                                                                |
| 30.                                                                                 | "Netami (妬み)"                                                                     | 1:43                                                                                |
| 31.                                                                                 | "Shinnyuu (進入)"                                                                   | 1:34                                                                                |
| 32.                                                                                 | "Settoku (説得)"                                                                    | 1:46                                                                                |
| 33.                                                                                 | "Jijitsu (事実)"                                                                    | 1:34                                                                                |
| 34.                                                                                 | "Kattou (葛藤)"                                                                     | 1:48                                                                                |
| 35.                                                                                 | "Jiken Kaiketsu (事件解決)"                                                         | 2:04                                                                                |
| 36.                                                                                 | "Futari no Yakusoku (二人の約束)"                                                   | 1:48                                                                                |
| 37.                                                                                 | "Shin Seikatsu no Hajimari (新生活の始まり)"                                        | 1:46                                                                                |
| 38.                                                                                 | "S.S.D! (TV size)"                                                                  | 1:32                                                                                |
| Tổng thời lượng:                                                                    | Tổng thời lượng:                                                                    | 1:01:04                                                                             |

| Princess Diva!   | Princess Diva!                                                            | Princess Diva! |
| STT              | Nhan đề                                                                   | Thời lượng     |
| ---------------- | ------------------------------------------------------------------------- | -------------- |
| 1.               | "SOME DAY MY LOVER WILL COME"                                             | 4:48           |
| 2.               | "friendship"                                                              | 4:18           |
| 3.               | "Suteki follow me (ステキ follow me)"                                     | 3:47           |
| 4.               | "Feathery Kiss"                                                           | 3:40           |
| 5.               | "Frill de Motion (フリルデモーション)"                                    | 3:30           |
| 6.               | "Princess Primp! -Luxury Lover's Mix-"                                    | 5:19           |
| 7.               | "Frill de Motion -Brilliant reMix- (プリンセスラバー! -Brilliant reMix-)" | 4:51           |
| Tổng thời lượng: | Tổng thời lượng:                                                          | 30:13          |